# The Swan Song
The Swan Song ist ein Lied der Gothic-Metal-Band Substance for God, das die Band 1994 veröffentlichte. Es erschien in der Hochphase des Genres und avancierte zu einem Clubhit.

## Hintergrund und Veröffentlichungen
Unter der technischen Begleitung von Tami Muskat, später Gründungsmitglied von Balkan Beat Box, nahm Substance for God das Stück The Swan Song im Jahr 1994 im Muskat Studio in Tel Aviv als Teil des Albums Assembly of Flowers auf. Zur Aufnahme bestand die israelische Band aus dem Sänger und Texter Alon Moradi, dem Songschreiber und Leadgitarristen Micha Yossef, dem Rhythmusgitarristen Asi Yakobovitch, dem Bassisten Noam Roda und dem Schlagzeuger Dor Caduri. Es war die erste Aufnahme der Musiker in einem semiprofessionellen Studio. Das Album erschien im Jahr 1994. The Swan Song gilt als „echtes Juwel des Albums“ und damit ebenso als jenes von Substance for God.
The Swan Song erhielt nachdem Nuclear Blast auf die Band aufmerksam wurde und den Vertrieb übernahm ein Musikvideo. Das Video zeigt die Band beim Musizieren und das Publikum während eines Auftritts, die Musiker in einem Weizenfeld sowie Bilder aus dem Inneren einer Kirche. Die Band erlangte mit dem Video internationale Reichweite. The Swan Song wurde auf der Video-Kompilation Beauty in Darkness von Nuclear Blast neben Whatever that Hurts von Tiamat und Tears of Time von Crematory präsentiert. Das Label Brand New Entertainment, über das Assembly of Flowers erschien, nahm The Swan Song mit auf die Kompilation Tales of Apocalypse neben Paradise Lost mit The Last Time, Machine Head mit Davidian, Amorphis mit Black Winter Day oder Pyogenesis mit Fade Away. In der Folge der Promotion entwickelte sich das Stück zu einem Club-Hit in der Metal-Szene in Israel und Deutschland.

## Musik und Text
The Swan Song ist ein Gothic-Metal-Stück mit hartem Gitarrenriffing und einem mit tiefem Klargesang gepaarten Growling. Sänger und Gitarrist führen dabei die gleiche Melodie. Im Album Assembly of Flowers sticht das Stück durch das erhöhte Tempo und das präsentere Growling heraus. Die Stärke des Stücks läge dabei im Gesang. Alon Moradi variiert zwischen dem Growling von Nick Holmes und einer Stimme die an das tiefe Timbre einiger Gothic-Rock-Sängern erinnere. Aldo Quispel von Doom-Metal.com verwies hierbei für das Gesamtwerk der Band auf Andrew Eldritch.